# Hiawatha

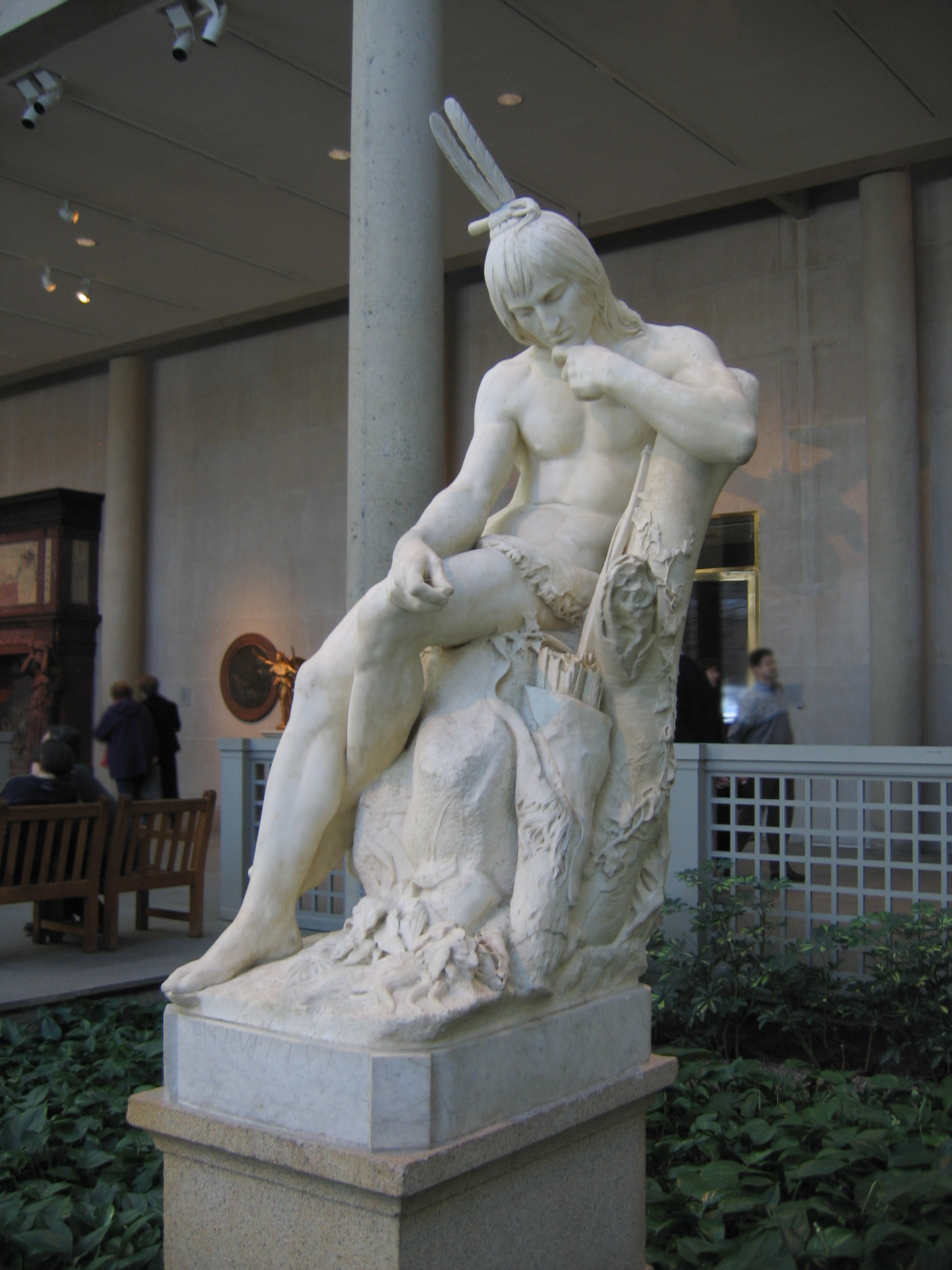
Hiawatha von Augustus Saint-Gaudens

Hiawatha („der Sucher des Wampumgürtels“ oder „jener der früh aufsteht“, in der Sprache der Onondaga und Mohawk auch Ayonwatha, Ayenwatha, Aiionwatha, oder Haiëñ'wa'tha) ist der Name eines legendären oder mythischen Sachems, der als Mitbegründer und Führer des Irokesenbundes in der Zeit der Errichtung dieses Bundes gelebt haben soll.
Die meisten Archäologen und Anthropologen nehmen an, dass der Irokesenbund der Fünf Nationen zwischen 1450 und 1600 aus den Stämmen Mohawk, Onondaga, Oneida, Cayuga und Seneca gegründet wurde, durch die Aufnahme der Tuscarora im Jahr 1722 wurde daraus schließlich der Bund der Sechs Nationen.
Hiawatha war nach der Legende einer der Nachfolger des Großen Friedensstifters (englisch Great Peacemaker, in Mohawk: Skennenrahawi [skʌ̃.nʌ̃.ɾahawi], heute auch unter seinem Eigennamen als „Deganawida/Dekanawida“ bekannt, dieser Name wird jedoch von manchen Irokesen aus Respekt gemieden und nur bei speziellen Anlässen ausgesprochen), eines Propheten und spirituellen Führers des Huronstammes, der die Vereinigung aller Irokesen prophezeite, da sie gemeinsame Vorfahren und ähnliche Sprachen hätten.
Die Erzählungen über Hiawatha unterscheiden sich bei dessen Stammeszugehörigkeit. Er soll entweder ein Häuptling bei den Onondaga oder bei den Mohawk (früher Canienga genannt) gewesen sein. Mit deren Hilfe und mit Hilfe seiner Redekunst gelang es Hiawatha, seine Idee umzusetzen. Sowohl Hiawatha als auch dem ebenso hoch angesehenen Häuptling Deganawida wurde später eine spirituelle Verehrung zuteil, so dass sie von der Wissenschaft als mythische Kulturheroen bezeichnet werden.
Henry Wadsworth Longfellow widmete ihm 1855 das Epos The Song of Hiawatha. Mike Oldfield benutzte 1978 Teile aus dem Hiawatha-Gedicht für sein Album Incantations.  Dvořák lernte Longfellows Werk durch die Übersetzung seines Landsmannes Josef Vaclav Sladek kennen. Er wurde durch das Gedicht zu dem bewegenden Trauergesang im zweiten Satz seiner 9. Sinfonie angeregt. Der Satz vertont gleichsam die Totenklage Hiawathas, dessen treue Gefährtin Minnehaha dahingeschieden ist. Auch die Performance-Künstlerin Laurie Anderson widmete Häuptling Hiawatha mit ihrem Lied The Song of Hiawatha eine Hommage. Samuel Coleridge-Taylor benannte seinen Sohn nach Hiawatha, und mehrere seiner Werke befassen sich mit ihm: die Kantate Hiawatha's Wedding-feast (1898) und die Kompositionen The Death of Minehaha, Overture to The Song of Hiawatha und Hiawatha's Departure.